# August Krehl
August Ludwig Gottlob Krehl, född den 2 februari 1784 i Eisleben, död den 14 augusti 1855 i Leipzig, var en tysk teolog, far till Ludolf Krehl.
Krehl blev 1810 pageinstruktör, 1811 professor vid riddarakademin i Dresden, 1821 präst och professor i Meissen, 1834 professor i teologi, universitetspredikant, senare även direktor för det homiletiska seminariet i Leipzig. Han blev emeritus 1853.